# 賈堅
賈 堅（か けん、? - 358年）は、五胡十六国時代前燕の人物。字は世固。勃海郡出身の漢民族。祖父と父はいずれも晋に仕えていた。

## 生涯
経緯は不明だが後趙に仕え、殿中督（近衛兵を統率する役職）まで昇進した。
350年、冉閔が帝位を簒奪して魏を建国すると、賈堅は冉閔により章武郡太守に任じられた。だが、賈堅はこれに応じずに郷里の勃海に戻り、数千の兵を糾合して自立するようになった。
同年9月、前燕の輔弼将軍慕容評が勃海に到来すると、使者を派遣して賈堅を招聘したが、賈堅は決して降らなかった。9月、慕容評が攻め寄せると、高城においてこれを阻んだが、敗れて捕らえられた。
皇帝慕容儁はその才能を愛し、罪を許して仕官させた。賈堅は輔国将軍慕容恪にもその才能を高く評価され、楽陵郡太守に任じられて引き続き高城を統治した。この時既に60歳を超えていたという。
351年11月、前燕の将軍逄約は勃海へ逃亡すると、衆を集めて前燕に反旗を翻した。賈堅はこれを聞くと人を派遣して郷里の民を諭し、その利害を説いた。これにより逄約の衆は散亡し、賈堅の下に集った。
後に泰山郡太守に任じられ、山茌に駐屯した。
358年12月、東晋の徐兗二州刺史荀羨は前燕の防備が乏しいのを見て討伐軍を興し、山茌へも襲来した。この時、賈堅の兵は僅か七百であり、東晋軍はその十倍以上であった。賈堅が出撃しようとすると、諸将はみな「兵は少なく、固守すべきです」と諌めたが、賈堅はこれに対して「守りを固めても免れる事など出来ない。そうであれば、むしろ出撃して戦うべきである」と反論した。こうして出撃すると、士卒の先頭に立って戦い、荀羨の兵千人余りを討ち取ってから城へ帰還した。
荀羨が進軍して城を包囲すると、賈堅は「我は結髪（成人）して以来、功名を打ち立てることを志してきたが、こうなってしまったのも運命であろう。屈辱の中で生き永らえるより、節を保って死ぬべきであろう」と嘆息し、将士に向かって「今や困窮して計を施すことも出来なくなってしまった。卿らはここを去るように。我はここに留まって死ぬであろう」と告げた。これを聞くと将士らはみな「府君（賈堅）が去らないのならば、その衆が去るわけにはいきません。共に死ぬだけです」と涙を流し、賈堅へ乗馬するよう促した。賈堅はこれに対して「我は逃れようとも叶わぬであろう。今一度、卿らと共に決戦に臨むが、もし防ぎきれなければ、我を顧みずに去るように」と述べると、遂に開門して出撃した。荀羨の兵が群がってくると、賈堅は橋の上に馬を立て、左右へ矢を放って敵兵を次々に射貫いた。だが、荀羨の兵数は多く、彼らは橋を切り落として賈堅を捕らえ、城を攻め落とした。
荀羨は賈堅へ「君の祖父や父は代々晋の臣下であった。にもかかわらず、どうして大本に背いて降伏しなかった。」と問うと、賈堅は「晋が中華を棄てたのであり、我が叛いたわけではない。民は主を失った為に、強者にその命を託したのだ。どうして容易に節を改めることなど出来るというのか。我は身を起こし、趙から燕の時代に至るまで志を変えてなどおらぬ。それなのに、汝はどうして降伏など口にする」と返した。荀羨がさらにこれを詰ると、賈堅は怒って「豎子（若造の意）め。この乃公（目下の者へ向けて使う一人称）が児女の思い通りになると思うのか」と言い放った。荀羨は怒って賈堅を雨中に晒し、数日に渡り食事を与えなかった。賈堅は悲憤の余り亡くなったという。
後に前燕の青州刺史慕容塵は司馬悦明を救援に向かわせ、荀羨を大敗させて山茌を奪還した。慕容儁は賈堅の子である賈活を任城郡太守に任じた。

## 人物
幼い頃から気概を有し、節操がある事で評判であった。また、弓術に長けており、三石余りの弓を使いこなす事が出来たという。

## 逸話
- 慕容儁は賈堅が射術に長じていると聞き、その腕前を試そうと思った。これを受け、慕容恪は百歩の距離に牛を置くと、賈堅に射るよう命じた。慕容恪が「命中させる自信はあるかね」と問うと、賈堅は「若い頃は当たらない事もありましたが、年老いた今では命中させる事など造作もありません」と答えたので、慕容恪は大笑した。いざ矢を放ってると、一本目は背をかすめ、二本目は腹をかすめており、いずれも毛だけを射抜いていた。慕容恪が「命中させることは出来ないのかね」と問うと、賈堅は「不中こそが奇であって、命中させる事にどのような困難があるというのです」と言い、一発で牛の中心に命中させた。賈堅は60歳を超えており、これを見た者たちはその精妙さに感服した。この話は、『附膚落毛』という故事成語になっている。

- 慕容儁は賈堅に年齢を尋ねると、賈堅は「新たに命を得てから三年になります」と答えた（当時賈堅は前燕に仕えて三年が経過していた）。慕容儁はこの発言に満足し、大いに喜んだ。